# Arthur Chollon

a Compétitions nationales et continentales officielles uniquement.

b Matchs officiels uniquement.
Arthur Chollon, né le 15 décembre 1988 à Bordeaux, est un joueur français de rugby à XV qui évolue au poste de troisième ligne aile.

## Biographie

### Carrière de joueur
Né le 15 décembre 1988 à Bordeaux, Arthur Chollon est formé par le club girondin du CA Bordeaux Bègles,, depuis 1995. Alors sous contrat espoir avec l'Union Bordeaux Bègles, il signe en 2009 son premier contrat professionnel pour une durée de deux saisons, après avoir disputé depuis 2007 plusieurs rencontres avec l'équipe première de l'UBB.
Après avoir porté le maillot de l'équipe de France en catégorie junior des moins de 19 ans, Chollon est appelé en équipe de France des moins de 20 ans pour participer au championnat du monde junior 2008.
Alors que l'Union Bordeaux Bègles accède au Top 14 au terme de la saison 2010-2011, achevée par une victoire en finale d'accession, Chollon quitte son club formateur pour signer un contrat avec le Stade français ; il donne en effet son accord au club parisien avant le dénouement de la saison, qui sera concrétisé par la signature officielle d'un contrat de deux ans. Utilisé à une dizaine de reprises par Michael Cheika en début de saison, le remerciement de ce dernier par les instances du club parisien se répercute sur le temps de jeu de Chollon.

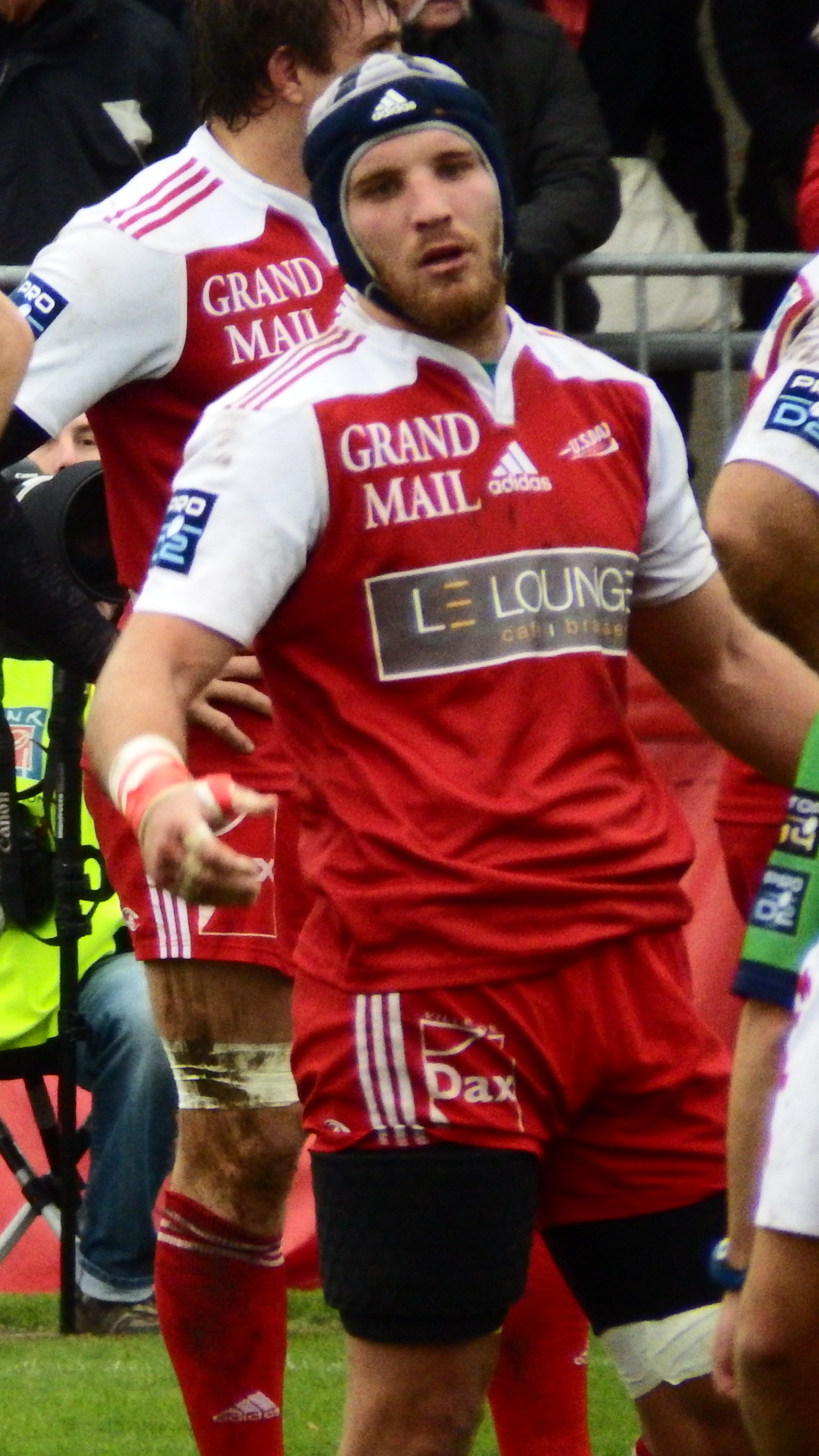
Arthur Chollon sous le maillot dacquois pendant la saison 2013-2014.

À l'issue de ce contrat, peu utilisé par ses derniers entraîneurs, il quitte le club et rejoint l'US Dax en Pro D2 pour une durée de deux saisons. Auteur d'une première saison réussie, il est contacté par Ugo Mola, alors entraîneur du SC Albi, mais honore la fin de son contrat. Sa carrière est néanmoins freinée à partir du mois d'octobre 2014, date à laquelle il se fait opérer d'une hernie.
Après deux années dans les Landes qui voit l'USD sportivement reléguée en division inférieure, il s'engage finalement en 2015 avec le SC Albi pour relancer sa carrière, après de premiers contacts noués une année plus tôt. Marqué par ses soucis physiques, il ne dispute que cinq rencontres avec le club tarnais. Le club officialise son départ à l'issue d'une saison. En arrêt de travail à la suite de plusieurs consultations médicales, il se retrouve sans club durant la saison 2016-2017.

### Carrière d'entraîneur
Chollon se reconvertit ensuite en tant qu'entraîneur. Il prend notamment en charge l'AS Mérignac.

## Palmarès
- Championnat de France de 2e division :
  - Vice-champion : 2011 avec l'Union Bordeaux Bègles.